# Mixed Bizness
«Mixed Bizness» es el segundo sencillo del álbum Midnite Vultures, correspondiente al músico estadounidense Beck. Este sencillo fue lanzado en el año 2000 a través de la discográfica Geffen Records. El lanzamiento en CD incluyó cinco pistas/remixes no incluidas en el álbum Midnite Vultures. Consiguió el puesto número 34 en el UK Singles Chart. La discoteca y agencia Mixed Bizness, en Glasgow, fue nombrada así luego de esta canción.

## Lista de canciones

### US
CD
1. «Mixed Bizness»
2. «Mixed Bizness» (Nu Wave Dreamix by Les Rythmes Digitales)
3. «Mixed Bizness» (Cornelius remix)
4. «Mixed Bizness» (DJ Me DJ You remix)
5. «Dirty Dirty»
6. «Saxx Laws (Night Flight To Ojai)»

12"
1. «Mixed Bizness»
2. «Mixed Bizness» (Nu Wave Dreamix by Les Rythmes Digitales)
3. «Mixed Bizness» (Dirty Bixin Mixness Remix by Bix Pender)
4. «Mixed Bizness» (Cornelius remix)
5. «Dirty Dirty»

### UK
CD1
1. «Mixed Bizness» – 3:48
2. «Mixed Bizness» (Cornelius Remix) – 4:48
3. «Mixed Bizness» (DJ Me DJ You remix) – 3:58
4. «Mixed Bizness» (CD-ROM video, dirigido por Stéphane Sednaoui)

CD2
1. «Mixed Bizness» (Nu Wave Dreamix by Les Rythmes Digitales)" – 4:22
2. «Dirty Dirty» – 4:41
3. «Sexx Laws» (CD-ROM video)

7"
1. «Mixed Bizness»
2. «Mixed Bizness» (Dirty Bixin Mixness Remix by Bix Pender)

### Japón
CD
1. «Mixed Bizness»
2. «Mixed Bizness» (Cornelius Remix)
3. «Mixed Bizness» (Nu Wave Dreamix by Les Rythmes Digitales)
4. «Mixed Bizness» (DJ Me DJ You remix)
5. «Mixed Bizness» (Dirty Bixin Mixness Remix by Bix Pender)
6. «Dirty Dirty»
7. «Saxx Laws (Night Flight To Ojai)»

### Australia
CD
1. «Mixed Bizness»
2. «Mixed Bizness» (Nu Wave Dreamix by Les Rythmes Digitales)
3. «Mixed Bizness» (Dirty Bixin Mixness Remix by Bix Pender)
4. «Arabian Nights»